# 김영우 (1978년)
김영우(金榮宇, 1978년 1월 18일 ~ )는 대한민국의 가수로, 현재 4인조 남성그룹 스윗 소로우의 구성원이다. 연세대학교 영문학과 학사를 전공했다. 수준급의 피아노 실력을 자랑하는 뮤지션이며, 아버지가 목사로 알려져 있다.

## 학력
- 대연초등학교
- 대연중학교
- 부산외국어고등학교 9기 독어과
- 연세대학교 영문학 학사
- 연세대학교 대학원 영어영문학과 수료

## 음반

#### 참여 음반
《물이 전하는 음악 메세지》(2003)
- Lullaby

《러브트리 프로젝트》(2010)
- Walk with you - 홍은희 (작사,곡 김영우)

라즈베리필드 《있잖아,》(2011)
- 있잖아,(Feat.김영우)

《일천번제》(2012)
- 들에 핀 백합화를 보아라(With.김영우)

## 예능
- MBC 《미스터리 음악쇼 복면가왕》- 신에게는 아직 열두곡의 노래가 남아있습니다 천하무적 거북선 <참가자>

## 수상
- 2004년 제16회 유재하 음악 경연대회 대상